# Kim Sin Yong
Kim Sin Yong (romanización preferida por el autor según LTI Korea) es un conocido poeta surcoreano.

## Biografía
Kim Sin Yong nació el 1 de abril de 1945 en Busan, Corea del Sur. Su infancia y juventud fueron difíciles, pues sufrió la pobreza, la separación y la muerte. Su padre murió cuando Kim Sin Yong tenía catorce años, y su madrastra y sus hermanos mayores lo abandonaron. Se vio forzado a irse a la calle con sus tres hermanas por parte de padre. En su obra Vidas deshechas (1988), describe su existencia para sobrevivir como conductor de bicicarro, extra de películas y como trabajador de obras en una ciudad que estaba siendo demolida para una renovación urbana. También vendió su sangre e hizo algún hurto menor, lo que hizo que formara parte de una banda en la cárcel. Entrar en prisión con 16 años fue un alivio para la situación que estaba viviendo, ya que en prisión le daban de comer, ropa y podía leer. De hecho, Kim Sin Yong llamaba a la cárcel su aula y su despacho de trabajo.

## Obra
Los poemas de Kim Sin Yong muestran lo que es la vida de los más desfavorecidos, pero sus poemas no contienen ninguna rabia contra la sociedad o contra otra entidad hostil, como cabría esperarse por el pasado del poeta. No culpa a la sociedad capitalista por la opresión de los obreros, las contradicciones de la estructura social o lo que le ha ocurrido en su vida. Su poesía obrera no tiene un carácter ideológico o de organización. En lugar de ello, proyecta una mirada compasiva sobre las vidas difíciles de aquellos arrojados al lugar más bajo en la sociedad y los abraza con candor. Son poemas obreros que tienen poco en común con los huelguistas que portan piquetes en primera línea. Son como pequeñas voces que ofrecen consuelo en un murmullo al mismo tiempo que reflejan las experiencias de los trabajadores. A pesar de que el sujeto poético vive en un mundo de pobreza, abandono y falta de compasión, los poemas mantienen la esperanza de que el amor (en el sentido más auténtico de la palabra) puede ayudarlos a crear una comunidad que solo les pertenezca a ellos. Un crítico resumió su trabajo así: "Continúa sintiendo sufrimientos imaginarios incluso después de la desaparición de la vida de sufrimientos, pero los soporta con una melancolía estética".
Ganó tres premios literarios durante su carrera: el Premio de poesía Cheon Sang-byeong en 2005, el Premio Sowol de literatura y el Premio Nojak de literatura en 2006.

## Trabajos en coreano (lista parcial)
- Vidas deshechas (1988)

## Premios
- Premio de poesía Cheon Sang-byeong (2005)
- Premio Sowol de literatura (2006)
- Premio Nojak de literatura (2006)